# Сеноманський провулок
Сенома́нський прову́лок — провулок у Дніпровському районі міста Києва, місцевість ДВРЗ. Пролягає від Сеноманської вулиці до кінця забудови.

## Історія
Провулок виник у середині XX століття під назвою Нова вулиця. Сучасна назва — з 1957 року, від артезіанських сеноманських свердловин, що розташовані поблизу.